# Shirley Clamp
Shirley Natasja Clamp (n. Borås; 17 de febrero de 1973) es una cantante y compositora de origen sueco, que en 2004 saltó a la fama y se introdujo fácilmente en el mercado musical sueco gracias a su éxito "Min Kärlek". Desde entonces ha publicado ya tres álbumes, uno de ellos recopilatorio de grandes éxitos de la música sueca, alcanzando altos puestos en las listas de ventas del país.

## Biografía
Tras recibir formación académica en música y ballet en las localidades de Gotemburgo y Bjärnum, estudió desde 1989 a 1991 diseño de moda, en la rama de teatro.
Más tarde, se trasladaría a Estocolmo donde trabajaría en el Blue Moon Bar Show. Durante esta época, realizó pequeñas colaboraciones como corista de diversos artistas suecos como Ace of Base o Markoolio.
En 2001 formó parte de la representación griega en Eurovisión, haciendo los coros del dúo Antique. La canción "Die For You" alcanzó la tercera posición lo que, hasta 2005 ( año en el que además uno de los miembros que formaban el grupo Antique (Helena Paparizou) ganó el festival), supuso la mejor posición de este país en tan magno evento.
Al año siguiente, tomó parte en el Melodifestivalen 2002 como parte del coro que acompañaba a las artistas Hanna & Lina. En 2003, participaría por partida doble en dicho festival: no sólo como solista con el tema "Mr. Memory", si no que también compuso el tema de la artista Pandora "You". A finales de ese mismo año, publicó un segundo sencillo titulado "Jag fick låna en ängel".
Sin embargo el reconocimiento a su carrera no llegaría hasta la edición de 2004 del Melodifestivalen cuando, con una canción compuesta por Ingela "Pling" Forsman, Bobby Ljunggren y Henrik Wikström, obtuvo la segunda posición. Su tema "Min kärlek" ("Mi Amor") consiguió el disco de oro, y le supuso la publicación de su primer trabajo en solitario "Den långsamma blomman" ("La Flor Perezosa").
Un año más tarde, probaría de nuevo suerte en el Melodifestivalen con el tema "Att älska dig" ("Amarte"), consiguiendo la cuarta posición. Esta canción formaría parte más tarde de su nuevo trabajo discográfico "Lever mina drömmar" ("Vivir mis sueños"). Por última vez participaría en el Melodifestivalen en el año 2009, aunque no se clasificó para la gran final de la preselección sueca para eurovisión
En el año 2009 volvió a presentarse a la preselección sueca con una balada escrita también por Henrik Wikström llamada Med hjärtat fyllt av ljus ( "Con el corazón lleno de luz").En las encuestas, horas antes de la semifinal, partía como favorita junto con el grupo Scotts y Alcázar, además la prensa especializada la daba por ganadora de la primera semifinal. Sin embargo al parecer afectada por un resfriado su actuación de realización impecable se vio afectada por su, capacidad vocal algo limitada a causa del resfriado y fue eliminada quedando en último puesto. Esa misma noche hubo un incendio en el hotel donde ella se hospedaba, aunque afortunadamente no se vio afectada. En marzo de 2009 saca un nuevo álbum recopilatorio "För den som älskar - En samling" en el que incluye temas antiguos y dos versiones en inglés de sus temas del melodifestivalen de los años 2004 y 2005 " My Lovelight" ( Min Kärleken) y "Miracle" ( Att älska dig).

## Trayecto en el Melodifestivalen
- 2003 Mr. Memory (Eliminada en semifinales)
- 2004 Min Kärlek (2.ª)
- 2005 Att Älska Dig (4.ª)
- 2009 Med hjärtat fyllt av ljus (Eliminada en semifinales)
- 2011 I thought it was forever (Eliminada en el Andra Chansen)
- 2014 Burning alive (Eliminada en semifinales)

## Discografía

### Discos
- Den Långsamma Blomman (26.05.2004) #3
- Lever Mina Drömmar (20.04.2005) #5
- Favoriter På Svenska (10.05.2006) #7
- Tålamod (23.10.2007)
- För den som älskar - En samling (25.03.2009)

### Singles
- This Is My Life (C'est Ma Vie) (con Christen Björkman) (2002)
- Mr. Memory (2003)
- Jag Fick Låna En Ängel (2003)
- Min Kärlek (2004) #3
- Eviga Längtan (2004) #24
- För Den Som Älskar (2004)
- Do They Know It's Christmas? (2004) #28
- Att Älska Dig (2005) #4
- Mina Minnen (2005)
- Lite Som Du (con Robert Jelinek)/Ärliga Blå (2005)
- När Kärleken Föds (versión en sueco de "It Must Have Been Love" de Roxette) (2006) #6
- I En Annan Del Av Världen (2006)